# Campionat francès de futbol
El campionat francès de futbol (oficialment Ligue 1 McDonald's) és la màxima competició de futbol que es disputa a França. Fundat el 1932, actualment el campionat està format per 20 clubs i té un total de 38 jornades entre agost i maig. El guanyador d'un partit guanya tres punts, el perdedor no suma cap punt, i un punt per cada equip en cas d'empat. Al final de la lliga l'equip que suma més punts és el campió i es classifica per la Lliga de Campions de la UEFA juntament amb el segon classificat. El tercer classificat disputa una eliminatòria prèvia per accedir a la Lliga de Campions. El quart classificat té una plaça de la Lliga Europa de la UEFA. Els tres últims equips baixen a la Ligue 2 i són reemplaçats pels tres primers classificats d'aquesta categoria.

## Clubs participants en la temporada 2022-23
| Club                  | Ciutat              | Estadi                    | Capacitat |
| --------------------- | ------------------- | ------------------------- | --------- |
| AC Ajaccio (*)        | Ajaccio             | Estadi François-Coty      | 10.660    |
| Angers SCO            | Angers              | Stade Raymond-Kopa        | 18.000    |
| AJ Auxerre (*)        | Auxerre             | Stade de l'Abbé-Deschamps | 18.541    |
| Clermont              | Clarmont d'Alvèrnia | Stade Gabriel Montpied    | 11.980    |
| RC Lens               | Lens                | Stade Bollaert-Delelis    | 38.058    |
| Lille                 | Villeneuve-d'Ascq   | Stade Pierre-Mauroy       | 50.157    |
| FC Lorient            | An Oriant           | Stade du Moustoir         | 16.392    |
| AS Mònaco             | Mònaco              | Stade Louis II            | 18.523    |
| Montpellier           | Montpeller          | Stade de la Mosson        | 32.939    |
| Nantes                | Nantes              | Stade de la Beaujoire     | 37.473    |
| Niça                  | Niça                | Allianz Riviera           | 35.624    |
| Olympique de Lió      | Lió                 | Parc Olympique lyonnais   | 59.186    |
| Olympique de Marsella | Marsella            | Orange Vélodrome          | 67.394    |
| Paris Saint-Germain   | París               | Parc dels Prínceps        | 48.712    |
| Stade Rennes          | Rennes              | Roazhon Park              | 29.778    |
| Stade Brestois 29     | Brest               | Stade Francis-Le Blé      | 15.931    |
| Stade de Reims        | Reims               | Stade Auguste Delaune     | 21.127    |
| Racing d'Estrasburg   | Estrasburg          | Stade de la Meinau        | 27.500    |
| Toulouse (*)          | Toulouse            | Stadium Municipal         | 33.150    |
| ES Troyes AC          | Troyes              | Stade de l'Aube           | 20.400    |

- (*) Clubs ascendits aquesta temporada.

## Història

### Els campionats de França amateurs (1894-1932)
El primer campionat de futbol fou organitzat Union des sociétés françaises de sports athlétiques (USFSA) l'any 1894 amb la participació de cinc equips de París: Standard A.C., White-Rovers, Club Français, Neuilly i Asnières. Entre 1895 i 1896 adoptà la fórmula de campionat per eliminatòries directes. La primera Division 1 de la història del futbol francès va incloure 8 equips parisencs: Standard A.C., White-Rovers, Club Français, Neuilly, Asnières, United SC, Paris Star i UA 1r arrondissement. Després dels dos primers triomfs de l'Standard, el Club Français guanyà el títol de 1896.
Davant la pressió dels clubs provincials, l'USFSA obrí les portes a l'Havre AC i a l'Iris Club Lillois. El 1899, l'Havre AC guanyà el títol, el primer d'un club no parisenc. L'any següent repetí títol. Durant aquests primers anys els clubs dominants eren de París i del nord de França. El futbol però començà a desenvolupar-se també a altres zones, constituint-se diverses lligues regionals de l'USFSA.
L'any 1905 la Fédération de Gymnastique Sportive des Patronages de France (FGSPF), una entitat fundada el 1898, creà un nou campionat impulsat pel Dr Michaux, Charles Simon i Henri Delaunay. Aquesta federació agrupava els clubs esportius dels patronats catòlics. L'Étoile des Deux Lacs, el Patronage Olier, les Bons Gars de Bordeus o l'AJ Auxerre eren els principals participants.
El 1906, la Fédération Cycliste et Athlétique de France (FCAF), dissident de la Union Vélocipédique de France també creà un campionat de futbol. Altres lligues van veure el seu naixement a París (FSAPF, que admetia clubs professionals des de 1897 !) o a províncies (FASO al sud-est, entre d'altres). Aquestes primeres lligues professionals aconseguiren un remarcable èxit popular però foren denigrades pels sportsmen típics de la Belle Époque.
Davant d'aquest desenvolupament anàrquic del futbol francès, una primera proposta d'unió arribà el 1907 amb la creació del Trophée de France, organitzat pel Comité Français Interfédéral. Agrupant diverses federacions, el CFI fou fundat per Charles Simon el 23 de març de 1907. Fou admès el 1908 per la FIFA com a representant de França a l'organisme, amb el desesper de l'USFSA. El Trofeu de França del CFI era disputat a final de temporada pels campions de les diferents lligues. L'USFSA refusà participar-hi i mantingué el seu campionat. Alguns clubs parisencs com el Red Star de Jules Rimet i el CA Paris van separar-se de l'USFSA i van crear, el 1910, la LFA (Ligue de football association) que s'adherí a la CFI. Finalment, el 1913, l'USFSA també s'uní al CFI i el seu campió l'Olympique Lillois, s'adjudicà el Trofeu de França el 1914.

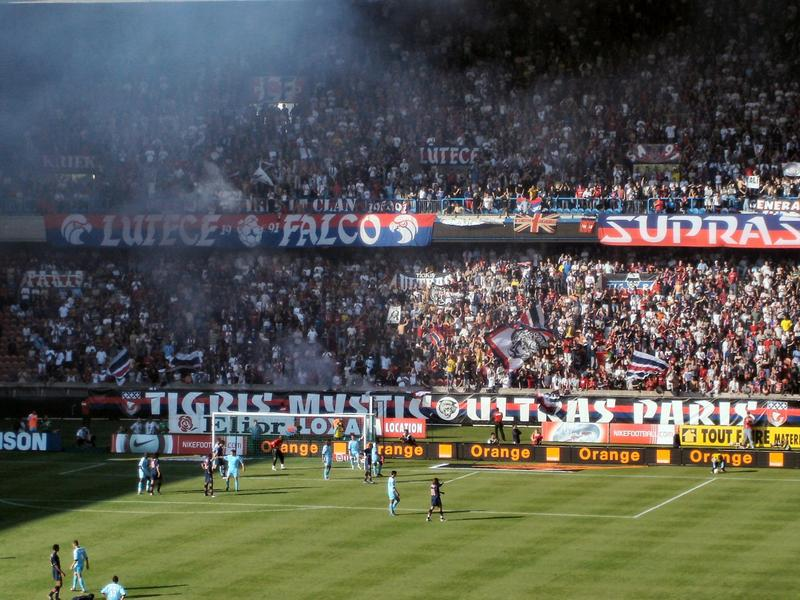
Partit de lliga entre el PSG i el SM Caen

El trofeu de França del CFI es va veure estroncat per la Primera Guerra Mundial. El 1917 es creà la Copa Charles Simon (o Copa de França), en honor de Charles Simon, mort al front el 1915, que es convertí en el campionat nacional, després de l'acord signat pel CFI i la societat Hachette. S'obrí, doncs, una època de campionats regionals, sovint creades per iniciativa dels clubs i sota les ruïnes dels comitès regionals de l'USFSA. La Lliga del Nord (Ligue du Nord) fou la primera fundada el 1918. El 1921, 18 lligues regionals es parteixen el territori francès. La Copa de França segueix essent la competició de referència entre 1920 i 1932. El 1919, el CFI havia decidit canviar el seu estatus i esdevenir Féderation Française de Football Association (FFFA), deixant, així, de ser una confederació de diversos organismes.
El 1926 es creà el Championnat de France Amateur (CFA), disputat pels campions regionals. S'organitzà de manera que els cinc campions de les millors lligues regionals disputaven la Division d'Excellence, els cinc següents la Division d'Honneur i els cinc pitjors la Division de Promotion. Posteriorment se suprimí la tercera divisió, però el campionat no reeixí i s'abandonà després de la seva tercera temporada.
En aquells anys el principal tema de debat era l'estatus dels jugadors, si havien de ser professionals o continuar essent amateurs. Un dels principals promotors del professionalisme, el F.C. Sochaux-Montbéliard, recolzat per l'empresa Peugeot, proposà organitzar una competició entre els principals clubs del país. Tots aquests clubs en realitat ja practicaven el semi-professionalisme. La competició s'anomenà Coupe Sochaux-Challenge Peugeot.

### Els campionat professional (des de 1932)
El futbol francès es resistí al professionalisme fins al 1932. Els pares fundadors del professionalisme francès foren Georges Bayrou, Emmanuel Gambardella i Gabriel Hanot. La inexorable evolució produïda amb la instauració del professionalisme provocà la ràpida reducció del nombre de clubs de l'elit capaços de sobreviure al ritme financer imposat.
Aquesta instauració del professionalisme coincidí amb l'absència d'un campionat de caràcter nacional. Es feia necessari la creació d'un campionat professional. Aquest es creà per la següent temporada (1932-1933). Els campionats regionals perderen els seus principals clubs i a poc a poc anaren perdent prestigi.
Durant la Segona Guerra Mundial el campionat va ser suspès. En el seu lloc es disputaren diversos campionats de guerra.

## Llista de campions

### Campions 1894-1914
| Temorada | USFSA             | FSAPF (pro)        | CFI                      | FGSPF                    | FCAF           | LFA           |
| -------- | ----------------- | ------------------ | ------------------------ | ------------------------ | -------------- | ------------- |
| 1894     | Standard AC       | -                  | -                        | -                        | -              | -             |
| 1895     | Standard AC (2)   | -                  | -                        | -                        | -              | -             |
| 1896     | Club Français     | -                  | -                        | -                        | -              | -             |
| 1896-97  | Standard AC (3)   | US France          | -                        | -                        | -              | -             |
| 1897-98  | Standard AC (4)   | US France (2)      | -                        | -                        | -              | -             |
| 1898-99  | Le Havre AC       | US France (3)      | -                        | -                        | -              | -             |
| 1899-00  | Le Havre AC (2)   | CA Parisien        | -                        | -                        | -              | -             |
| 1900-01  | Standard AC (5)   | CA Parisien (2)    | -                        | -                        | -              | -             |
| 1901-02  | RC Roubaix        | US Batignolles     | -                        | -                        | -              | -             |
| 1902-03  | RC Roubaix (2)    | US Batignolles (2) | -                        | -                        | -              | -             |
| 1903-04  | RC Roubaix (3)    | US Batignolles (3) | -                        | -                        | -              | -             |
| 1904-05  | Gallia Club París | US Batignolles (4) | -                        | Étoile des Deux Lacs     | -              | -             |
| 1905-06  | RC Roubaix (4)    | CA Sud             | -                        | Étoile des Deux Lacs (2) | SM Puteaux     | -             |
| 1906-07  | RC France         | CA Sud (2)         | Étoile des Deux Lacs     | Étoile des Deux Lacs (3) | SM Puteaux (2) | -             |
| 1907-08  | RC Roubaix (5)    | JA Saint-Ouen      | Patronage Olier          | Patronage Olier          | SM Puteaux (3) | -             |
| 1908-09  | SH Marseille      | JA Saint-Ouen (2)  | JA Saint-Ouen            | BG Bordeaux              | SC Caudry      | -             |
| 1909-10  | US Tourcoing      | -                  | Patronage Olier (2)      | Patronage Olier (2)      | CA Vitry       | -             |
| 1910-11  | SH Marseille (2)  | -                  | CA Paris                 | Étoile des Deux Lacs (4) | CA Vitry (2)   | CA Paris      |
| 1911-12  | Stade Raphaëlois  | -                  | Étoile des Deux Lacs (2) | Étoile des Deux Lacs (5) | VGA Médoc      | Red Star      |
| 1912-13  | SH Marseille (3)  | -                  | CA Paris (2)             | Étoile des Deux Lacs (6) | VGA Médoc (2)  | CA Paris (2)  |
| 1913-14  | Olympique Lillois | UA XIVe            | Olympique Lillois        | Patronage Olier (3)      | VGA Médoc (3)  | FEC Levallois |

En cursiva els equips vencedors de campionats que classificaven pel campionat de la CFI-Trofeu de França

### Campionat U.S.F.S.A.
| - 1894: Standard AC - 1895: Standard AC - 1896: Club Français - 1897: Standard AC - 1898: Standard AC - 1899: Le Havre AC - 1900: Le Havre AC - 1901: Standard AC | - 1902: Racing Club de Roubaix - 1903: Racing Club de Roubaix - 1904: Racing Club de Roubaix - 1905: Gallia Club París - 1906: Racing Club de Roubaix - 1907: Racing Club de France - 1908: Racing Club de Roubaix - 1909: Stade Helvétique de Marseille | - 1910: US Tourcoing - 1911: Stade Helvétique de Marseille - 1912: Stade Raphaëlois - 1913: Stade Helvétique de Marseille - 1914: Olympique Lillois - 1915-18: No es disputà per la IGM - 1919: Le Havre AC |

### Campionat F.S.A.S.P. (professional)
| - 1896-97: Union des Sports de France - 1897-98: Union des Sports de France - 1898-99: Union des Sports de France - 1899-00: CA Parisien - 1900-01: CA Parisien | - 1901-02: Union Sportive Batignolaise - 1902-03: Union Sportive Batignolaise - 1903-04: Union Sportive Batignolaise - 1904-05: Union Sportive Batignolaise - 1905-06: Club Athlétique du Sud | - 1906-07: Club Athlétique du Sud - 1907-08: JA de Saint-Ouen - 1908-09: JA de Saint-Ouen - 1909-13: No es disputà - 1913-14: Union Athlétique du XIVe |

### Campionat F.G.S.P.F.
| - 1904-05: Étoile des Deux Lacs - 1905-06: Étoile des Deux Lacs - 1906-07: Étoile des Deux Lacs - 1907-08: Patronage Olier | - 1908-09: AS Bons Gars de Bordeus - 1909-10: Patronage Olier - 1910-11: Étoile des Deux Lacs - 1911-12: Étoile des Deux Lacs | - 1912-13: Étoile des Deux Lacs - 1913-14: Patronage Olier |

### Campionat F.C.A.F.
| - 1905-06: S.M. Puteaux - 1906-07: S.M. Puteaux - 1907-08: S.M. Puteaux | - 1908-09: SC Caudry - 1909-10: CA Vitry - 1910-11: CA Vitry | - 1911-12: VGA Médoc - 1912-13: VGA Médoc - 1913-14: VGA Médoc |

### Campionat L.F.A.
| - 1910-11: CA Paris | - 1911-12: Red Star Paris | - 1912-13: CA Paris | - 1913-14: FC Levallois |

### Campionat C.F.I. - Trophée de France
| - 1906-07: Étoile des Deux Lacs - 1907-08: Patronage Olier - 1908-09: JA de Saint-Ouen | - 1909-10: Patronage Olier - 1910-11: CA Paris - 1911-12: Étoile des Deux Lacs | - 1912-13: CA Paris - 1913-14: Olympique Lillois |

### Campionat C.F.A.
| - 1927: CA Paris | - 1928: Stade Français | - 1929: Olympique de Marsella |

### Copa Sochaux (Challenge Peugeot)
| - 1931: FC Sochaux | - 1932: FC Mulhouse |  |

### Campionat de França professional
- 1932-33:  Olympique Lillois (1)
- 1933-34:  Football Club de Sète 34 (1)
- 1934-35:  FC Sochaux (1)
- 1935-36:  Racing Club de Paris (1)
- 1936-37:  Olympique de Marsella (1)
- 1937-38:  FC Sochaux (2)
- 1938-39:  Football Club de Sète 34 (2)
- 1940-45: no es disputà
- 1945-46:  Lille OSC (1)
- 1946-47:  CO Roubaix-Tourcoing (1)
- 1947-48:  Olympique de Marsella (2)
- 1948-49:  Stade de Reims (1)
- 1949-50:  FC Girondins de Bordeaux (1)
- 1950-51:  OGC Nice (1)
- 1951-52:  OGC Nice (2)
- 1952-53:  Stade de Reims (2)
- 1953-54:  Lille OSC (2)
- 1954-55:  Stade de Reims (3)
- 1955-56:  OGC Nice (3)
- 1956-57:  AS Saint-Étienne (1)
- 1957-58:  Stade de Reims (4)
- 1958-59:  OGC Nice (4)
- 1959-60:  Stade de Reims (5)
- 1960-61:  AS Monaco (1)
- 1961-62:  Stade de Reims (6)
- 1962-63:  AS Monaco (2)
- 1963-64:  AS Saint-Étienne (2)
- 1964-65:  FC Nantes (1)
- 1965-66:  FC Nantes (2)
- 1966-67:  AS Saint-Étienne (3)
- 1967-68:  AS Saint-Étienne (4)
- 1968-69:  AS Saint-Étienne (5)
- 1969-70:  AS Saint-Étienne (6)
- 1970-71:  Olympique de Marsella (3)
- 1971-72:  Olympique de Marsella (4)
- 1972-73:  FC Nantes (3)
- 1973-74:  AS Saint-Étienne (7)
- 1974-75:  AS Saint-Étienne (8)
- 1975-76:  AS Saint-Étienne (9)
- 1976-77:  FC Nantes (4)
- 1977-78:  AS Monaco (3)
- 1978-79:  RC Strasbourg (1)
- 1979-80:  FC Nantes (5)
- 1980-81:  AS Saint-Étienne (10)
- 1981-82:  AS Monaco (4)
- 1982-83:  FC Nantes (6)
- 1983-84:  FC Girondins de Bordeaux (2)
- 1984-85:  FC Girondins de Bordeaux (3)
- 1985-86:  Paris Saint-Germain FC (1)
- 1986-87:  FC Girondins de Bordeaux (4)
- 1987-88:  AS Monaco (5)
- 1988-89:  Olympique de Marsella (5)
- 1989-90:  Olympique de Marsella (6)
- 1990-91:  Olympique de Marsella (7)
- 1991-92:  Olympique de Marsella (8)
- 1992-93: no atorgat[n 2]
- 1993-94:  Paris Saint-Germain FC (2)
- 1994-95:  FC Nantes (7)
- 1995-96:  AJ Auxerre (1)
- 1996-97:  AS Monaco (6)
- 1997-98:  RC Lens (1)
- 1998-99:  FC Girondins de Bordeaux (5)
- 1999-00:  AS Monaco (7)
- 2000-01:  FC Nantes (8)
- 2001-02:  Olympique de Lió (1)
- 2002-03:  Olympique de Lió (2)
- 2003-04:  Olympique de Lió (3)
- 2004-05:  Olympique de Lió (4)
- 2005-06:  Olympique de Lió (5)
- 2006-07:  Olympique de Lió (6)
- 2007-08:  Olympique de Lió (7)
- 2008-09:  FC Girondins de Bordeaux (6)
- 2009-10:  Olympique de Marsella (9)
- 2010-11:  Lille OSC (3)
- 2011-12:  Montpellier HSC (1)
- 2012-13:  Paris Saint-Germain FC (3)
- 2013-14:  Paris Saint-Germain FC (4)
- 2014-15:  Paris Saint-Germain FC (5)
- 2015-16:  Paris Saint-Germain FC (6)
- 2016-17:  AS Monaco (8)
- 2017-18:  Paris Saint-Germain FC (7)
- 2018-19:  Paris Saint-Germain FC (8)
- 2019-20:  Paris Saint-Germain FC (9)
- 2020-21:  Lille OSC (4)
- 2021-22:  Paris Saint-Germain FC (10)
- 2022-23:  Paris Saint-Germain FC (11)
- 2023-24:  Paris Saint-Germain FC (12)
- 2024-25:  Paris Saint-Germain FC (13)